# Callopistria benguellae
Callopistria benguellae är en fjärilsart som beskrevs av Gustav Weymer 1908. Callopistria benguellae ingår i släktet Callopistria och familjen nattflyn. Inga underarter finns listade i Catalogue of Life.